# 万里街道
万里街道，是中国上海市普陀区下属的一个街道办事处。原为长征镇的一部分，2014年11月24日，由长征镇析置。街道辖区面积3.3平方公里，街道办事处驻真金路459号。

## 建置沿革
万里地区古属嘉定县，清时从嘉定县析置宝山县，万里地区属宝山县真如乡。民国17年（1928年）7月7日，万里地区随真如乡正式划归上海特别市，真如乡改建为真如区。民国28年（1939年），真如区撤销，万里地区划归沪北区。民国34年（1945年），恢复真如区建制，万里地区仍属真如区。1956年3月，真如区撤销，万里地区被并入西郊区。1958年，西郊区撤销，万里地区回归嘉定县，属长征人民公社。1983年6月，政社分设，万里地区分属长征乡的万里、长征、横港三村。1984年11月，长征乡万里地区的长征村由嘉定县划归普陀区。1992年7月15日，长征乡万里地区的万里、横港两村由嘉定县划归普陀区。万里地区复归统一，属普陀区长征乡。1993年12月20日，长征乡撤乡建镇，万里地区属长征镇。2014年11月24日，上海市人民政府批复同意万里地区从长征镇析出，设立万里街道，万里街道行政区域范围为：东至岚皋路，南至交通路，西至桃浦西路、真南路，北与宝山区大场镇交界，街道办事处驻富平路518号。2015年1月6日，普陀区举行万里街道揭牌成立大会。2015年3月20日，经过前期的筹备工作，万里街道办事处于正式挂牌成立。2015年10月23日，上海市人民政府批复同意万里街道办事处驻地迁移至真金路459号。

## 行政区划
万里街道成立时下辖10个居委会：交暨居委会、香泉路居委会、万里小区第一居委会、万里小区第二居委会、万里小区第三居委会、中浩云居委会、万里第四居委会、万里小区第五居委会、颐华居委会、万里小区第六居委会。
2015年10月22日，普陀区人民政府批复同意撤销颐华居民委员会，新建颐华第一社区居民委员会、颐华第二社区居民委员会。